# Homo georgicus
Homo georgicus е вид от род Човек, изчезнал преди 1,8 милиона години. Фосили от него са открити през 1991 г. в Дманиси от Давид Лордкипанидзе. Първоначално е смятан за разновидност на H. erectus, но поради значително по-малките размери по-късно е класифициран като отделен вид. До откриването на Homo floresiensis е смятан за най-дребния човек.